# St. Michael (Krumbach)

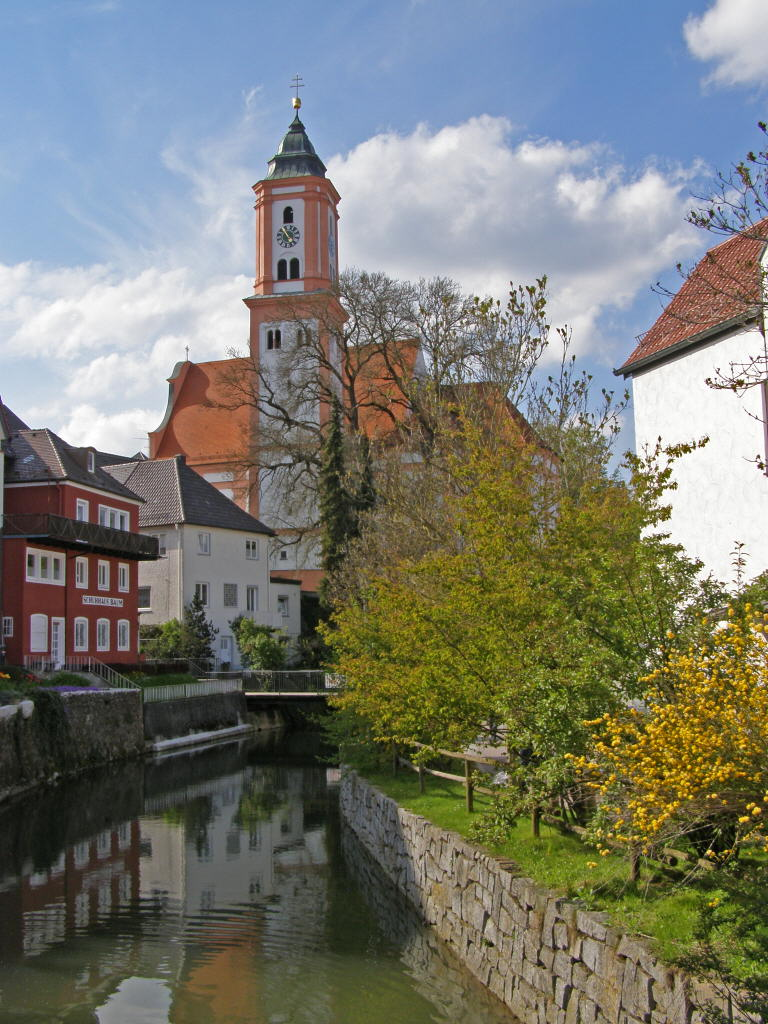
Kirche St. Michael von Süden

St. Michael ist die katholische Pfarrkirche im schwäbischen Krumbach im Landkreis Günzburg.

## Geschichte
Der erste Kirchenbau dürfte um 1000 bis 1020 entstanden sein. Grabungsfunde oder schriftliche Zeugnisse über die Entstehung sind jedoch nicht vorhanden. Ein Pfarrer von Krumbach wurde erstmals 1386 genannt. Der heutige Bau wurde bereits 1720 erwogen, jedoch erst am 7. März 1751 mit dem Abbruch der alten Kirche begonnen. Den Auftrag für den Neubau des Kirchenschiffs erhielt Johann Martin Kraemer, die barocke Umgestaltung und Erhöhung des im 16. Jahrhundert noch in gotischer Form erbauten Turmes wurden seinem Vater Simpert Kraemer aufgetragen. Der Bau ist damit ein Bindeglied im Schaffen der Baumeisterfamilie. Der Neubau war bereits im Wesentlichen 1752 vollendet. Das Deckenfresko und das Südportal tragen in ihren Chronogrammen diese Jahreszahl.
Am 10. August 1753 wurde die Kirche vom Augsburger Weihbischof Franz X. Freiherr von Adelmann geweiht. Noch während der Bauarbeiten wurde die Kirche bereits mit Altären bestückt. 1853, 1897/98, 1970 sowie 2007 wurde die Kirche außen saniert, 1972/73 und 2001/2002 fanden Innenrenovierungen statt. Die letzte bauliche Veränderung war bei der Renovierung 1972/73, als ein Raum zwischen der im Süden gelegenen Sakristei und dem Turm angebaut wurde. In den Jahren 2015 bis 2018 erfolgte eine umfangreiche Sanierung des Dachstuhls mit einem Kostenaufwand von rund 1,1 Millionen Euro. Dabei wurde auch eine umfassende Restaurierung und Reorganisation der Orgel durchgeführt.

## Baubeschreibung
Es ist eine einschiffige Saalkirche mit vorgesetztem Chor. Der Turm wurde von der Vorgängerkirche übernommen und barockisiert.

### Außenbau
An der Südseite befindet sich, schräg zur Grundlinie verlaufend, der Turm. An den Außenseiten des Chores befinden sich zwei Anbauten. Ein weiterer kleiner Anbau ist zwischen Turm und Sakristei vorhanden.

### Innenraum
An der Westseite des etwa 35 Meter langen und 13 Meter breiten Langhauses befindet sich eine zweistöckige Empore und auf deren zweiten Stock die Orgel. Der Chor besitzt zwei zweistöckige Seitenkapellen.

## Ausstattung

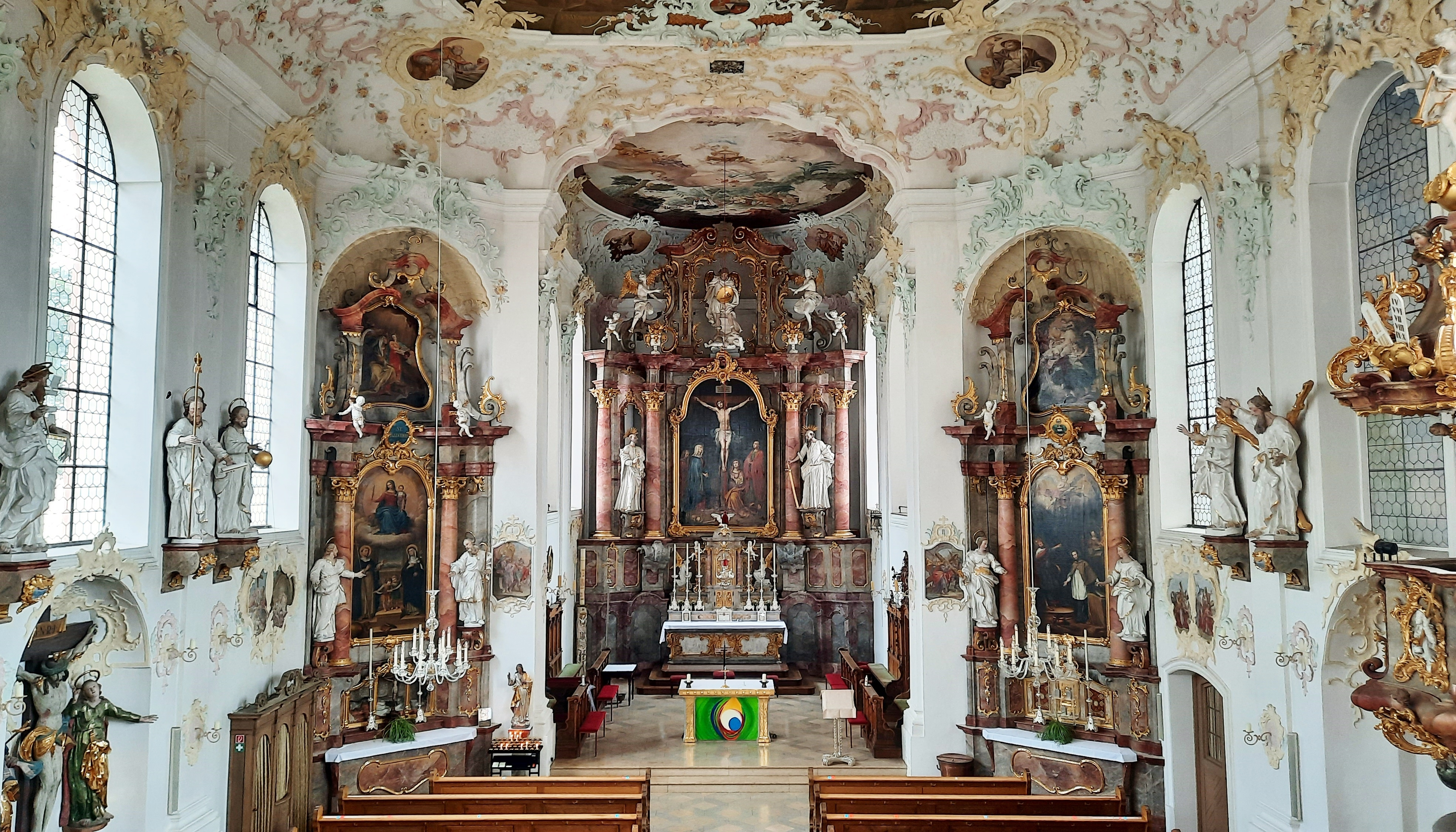
Das Innere der Kirche

Die Kirche ist reich in barockem Stil mit Fresken, Ölgemälden und Schnitzereien ausgestattet. 

### Altäre
Der viersäulige Hochaltar stand vor 1752 im Kloster Roggenburg. 1775 ließen ihn Johann Georg Bergmüller der Jüngere und Franz Joseph Bergmüller umgestalten und mit seitlichen Apostelfiguren versehen. Das Altarblatt um 1852 malte Johann Baptist Dollenbacher. Die Gemälde der Seitenaltäre, ebenfalls um 1852 von Dollenbacher, zeigen links die Muttergottes mit den Heiligen Dominikus und Katharina von Siena, sowie rechts den heiligen Johannes Nepomuk vor König Wenzel. Die Rokokokanzel und die Apostelfiguren im Langhaus stammen ebenfalls aus der Erbauerzeit um 1752. In einer Nische befindet sich ein lebensgroßes Kruzifix aus der Zeit um 1510/20.

### Malereien

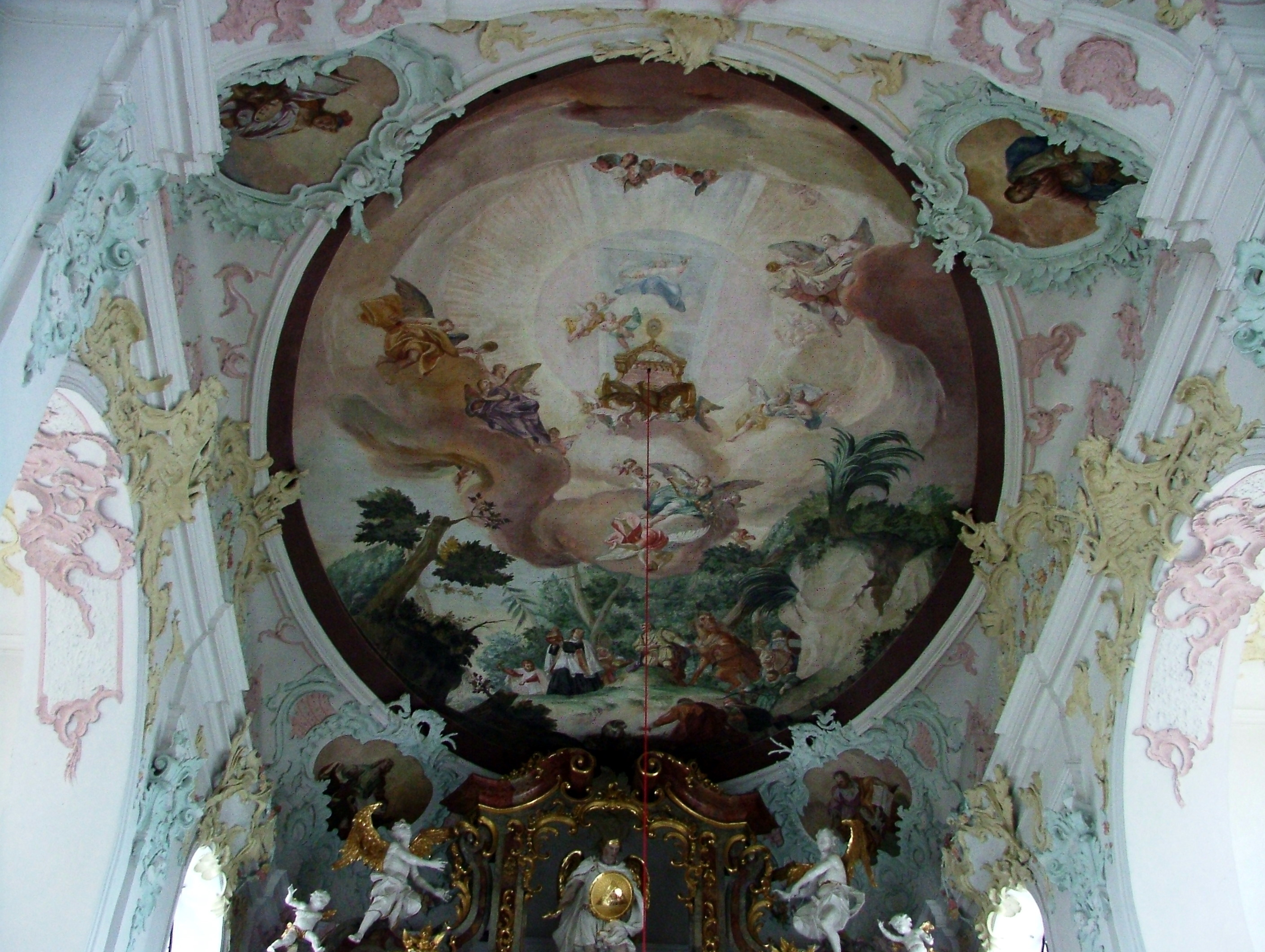
Deckengemälde

Die meisten der zahlreichen Fresken schuf Franz Martin Kuen in den Jahren 1752 und 1753. Das größte Fresko nimmt fast die gesamte Deckenfläche des Hauptschiffes ein. Es zeigt die Auflehnung des Teufels gegen Gottes Heilsplan der Erlösung der Menschheit durch Jesus. Der Kirchenpatron, der heilige Michael, ist besonders hervorgehoben und befindet sich im Engelsturz. Über der Szene ist eine Immaculata von Engeln umringt. Auf sie zu schwebt das Jesuskind in einer Kugel. Auf Jesus trifft ein Lichtstrahl aus einer Glorie mit der Heiligen Dreifaltigkeit als Zeichen des Heiligen Geistes. In den Ecken des Langhauses sind die vier abendländischen Kirchenväter dargestellt, in der südöstlichen Ecke Hieronymus, in der nordöstlichen Augustinus, in der nordwestlichen Ambrosius von Mailand und in der südwestlichen Gregor der Große. Zwei Kartuschen an der Decke in der Mitte des Langhauses zeigen die Dominikanerheiligen Dominikus und Katharina von Siena. An den Wänden des Hauptschiffs befindet sich ein fünfzehnteiliger Kreuzweg in Freskomalerei mit Stuckeinfassung. Die 15. Station ist in der Mitte der unteren Emporenbrüstung angebracht. Die Musikpatronin, die heilige Cäcilia, ist in der Mitte der oberen Empore, auf der sich auch die Orgel befindet, zu sehen.

## Glocken
St. Michael verfügt über ein sechsstimmiges Geläut, wobei die Glocken selbst keine besonderen Namen haben.
- Die erste Glocke trägt als Bild den Kirchenpatron St. Michael. Die Vorderseite trägt den Text „Du aber hl. Michael, stoße den Satan und alle bösen Geister hinab in den Abgrund der Hölle. Amen.“, auf der Rückseite steht „Verleihe, o Herr, allen Wohltätern um deines Namens Willen das Ewige Leben. Amen.“ Im Kranz ist geschrieben „Wir Schwestern wurden gegossen 1.3.1949 v. E. Gebhard als K. Weiss Stadtpfr., J. Baumgärtner Kirchenpfleger, F. Aletsee Bürgermstr. waren.“. Sie ist auf den Ton d1 gestimmt, hat einen Durchmesser von 1375 mm und ein Gewicht von 1600 kg. Gegossen wurde sie im Jahr 1949 von der Gießerei Gebhard in Kempten.
- Die zweite Glocke trägt als Bild die Heilige Maria. Die Inschrift ist eine Strophe des Gedichts Segne du, Maria von Cordula Wöhler und lautet: „Segne, du Maria, alle, die mir lieb. Deinen Muttersegen ihnen täglich gib. Deine Mutterhände breit auf alle aus, segne alle Herzen, segne jedes Haus.“ Die Rückseite trägt den Vermerk: „Gestiftet von den Frauen der Stadt Krumbach“. Sie ist auf den Ton f1 gestimmt, hat einen Durchmesser von 1123 mm und ein Gewicht von 850 kg. Gegossen wurde sie im Jahr 1949 von der Gießerei Gebhard in Kempten.
- Die dritte Glocke hat als Bild Jesus am Kreuz. Sie trägt auf der Vorderseite den Text: „Eine grössere Liebe hat niemand, als wer sein Leben hingibt für seine Freunde.“ und auf der Rückseite: „Dem Andenken der Gefallenen und Vermissten beider Weltkriege 1914-18, 1939-45“. Sie ist auf den Ton g1 gestimmt, hat einen Durchmesser von 1024 mm und ein Gewicht von 650 kg. Gegossen wurde sie im Jahr 1949 von der Gießerei Gebhard in Kempten.
- Die vierte Glocke trägt als Bild den Heiligen Josef. Auf der Vorderseite trägt sie den Text: „Hl. Josef bitte für uns.“ und auf der Rückseite „Wir zwei Schwestern wurden im Jubeljahr 2003 von Bruder Michael in Maria Laach gegossen.“ Im Kranz steht „Gestiftet von Wilhelm Reiner“. Sie ist auf den Ton b1 gestimmt, hat einen Durchmesser von 860 mm und ein Gewicht von 350 kg. Gegossen wurde sie im Jahr 2003 von der Gießerei Br. Michael aus Maria Laach.
- Die fünfte Glocke trägt als Bild den Heiligen Georg. Auf der Vorderseite trägt sie den Text: „Hl. Georg schütze und leite unsere Jugend“, im Kranz ist „Gestiftet von Georg und Maria Hofmeister“ zu lesen. Sie ist auf den Ton d2 gestimmt, hat einen Durchmesser von 690 mm und ein Gewicht von 180 kg. Gegossen wurde sie 2003 von der Gießerei Br. Michael aus Maria Laach.
- Die sechste Glocke hat als Bild den auferstandenen Jesus. Als Text trägt sie: „Tod wo ist dein Stachel, Tod wo ist dein Sieg?“ sowie im Kranz: „Gegossen 1927 als Ersatz für die im Weltkrieg 14–18 abgegebene Glocke. Gebrüder Radler Lauingen.“ Sie ist auf den Ton f2 gestimmt, hat einen Durchmesser von 567 mm und ein Gewicht von 120 kg. Gegossen wurde sie im Jahr 1927 von den Gebrüdern Radler aus Lauingen.
- Seit 2008 ergänzen zwei weitere Glocken das Geläut der Stadtpfarrkirche St. Michael:
  - Dreifaltigkeitsglocke („Gloriosa“), 3050 kg, Ton: b(Moll), Gussjahr 2008, Gießer: Br. Michael, Maria Laach; Text im oberen Steg: „Gestiftet von Josef und Karin Mayer und den Kindern Josef, Christian, Markus und Jürgen.“, im Relief: „Hlg. Dreifaltigkeit“; Text Rückseite: „Br. Michael Reuter goss mich am 18. April 2008 als Benedikt XVI Papst in Rom, Walter Mixa Bischof in Augsburg und Josef Baur Stadtpfarrer in Krumbach waren.“ Text im unteren Steg: „Herr, unser Gott, schütze unsere Stadt und alle Bewohner. Gib uns Frieden, Eintracht und Harmonie.“
  - Johannesglocke („Wetterglocke“), 230 kg, Ton c2, Gussjahr 2007, Gießer: Br. Michael, Maria Laach; Text im oberen Steg: „Gestiftet von Pepi und Hans Diem.“ Relief: „hl. Johannes vom Kreuz – bitte für uns“; Rückseite: „Johannes heiß ich, all Unwetter weiß ich, all Unheil vertreib ich, zu Krumbach bleib ich.“